# Fritz Huemer-Kreiner
Fritz Huemer-Kreiner (7. dubna 1908 Benešov nad Černou – 8. dubna 1968 Hörsching) byl učitel, spisovatel, básník a etnograf.

## Dílo
- Sagen aus dem südlichsten Böhmen (1938)
- Geschichte des Zunftwesens in Deutsch-Beneschau
- několikasvazkové dějiny Benešova nad černou – nebyly vydány knižně

Několik set článků s vlastivědnou tematikou a několik básní.